# Tiger Mountain 3D
Tiger Mountain 3D (Zhi qu wei hu shan) è un film del 2014 diretto da Tsui Hark.

## Trama
Un agente di sorveglianza si infiltra in una banda di criminali che tiene il controllo, dall'imponente ed impenetrabile fortezza di Tiger Mountain, della Cina del Nord negli anni '40. Una volta guadagnata la fiducia di Hawk, mostruoso capo dell'organizzazione, la spia dovrà innescare una rivolta dall'interno.

## Distribuzione
Il film è stato distribuito in Italia a partire dal 21 Febbraio 2017, senza passare per le sale cinematografiche, direttamente in home video per conto della CG Entertainment, in collaborazione con la Tucker Film e il Far East Film Festival.

## Riconoscimenti
- 2015 - Asian Film Awards
  - Nomination Miglior Production Designer a Yi Zhen-zhou
  - Nomination Miglior costumista a Gweon Yu-Jin
  - Nomination Migliori effetti visivi/speciali a Kim Wook
- 2015 - Beijing International Film Festival
  - Miglior attore non protagonista a Tony Leung Ka-fai
  - Nomination Miglior film a Tsui Hark
- 2015 - Beijing Student Film Festival
  - Vincitore del premio speciale della giuria
- 2015 - China Movie Heroes Awards
  - Nomination Miglior montaggio a Yu Bo-Yang
  - Nomination Miglior direzione artistica a Yi Zhen-zhou
  - Nomination Miglior montaggio sonoro a Wu Jing
  - Nomination Miglior coreografie action a Bun Yuen
- 2015 - China Britain Film Festival
  - Miglior attore a Zhang Hanyu
- 2015 - Chinese American Film Festival (C.A.F.F.)
  - Miglior film a Tsui Hark
- 2015 - Chinese Film Festival (Ningbo·Cixi)
  - Miglior film a Tsui Hark
- 2015 - Cinemasia Film Festival
  - Nomination Miglior film a Tsui Hark
- 2015 - Golden Horse Film Festival
  - Migliori effetti visivi/speciali a Kim Wook
  - Nomination Miglior regia a Tsui Hark
  - Nomination Miglior direzione artistica a Yi Zhen-zhou
  - Nomination Miglior coreografie action a Bun Yuen
- 2015 - Golden Rooster Awards
  - Miglior attore a Zhang Hanyu
  - Miglior montaggio a Yu Bo-Yang
  - Miglior regia a Tsui Hark
  - Nomination Miglior film a Tsui Hark
  - Nomination Miglior direzione artistica a Yi Zhen-zhou
  - Nomination Miglior fotografia a Choi Sung-fai
  - Nomination Miglior montaggio sonoro a Wu Jing
  - Nomination Miglior colonna sonora a Wu Wai-Lap
  - Nomination Miglior sceneggiatura adattata a Tsui Hark, Huang Jianxin, Li Yang, Wu Bing, Dong Zhe e Lin Chi-an
- 2016 - Hong Kong Director's Guild Awards
  - Miglior film a Tsui Hark
  - Miglior regia a Tsui Hark
- 2016 - Hong Kong Film Awards
  - Miglior regia a Tsui Hark
  - Miglior Sound Designer a Yiu Chun-hin e  Kinson Tsang
  - Nomination Miglior film a Tsui Hark
  - Nomination Miglior attore a Tony Leung Ka-fai
  - Nomination Miglior fotografia a Choi Sung-fai
  - Nomination Miglior montaggio a Yu Bo-Yang
  - Nomination Miglior direzione artistica a Yi Zhen-zhou
  - Nomination Miglior truccatore/costumista a Gweon Yu-Jin
  - Nomination Miglior coreografie action a Bun Yuen
  - Migliori effetti visivi/speciali a Kim Wook
  - Nomination Miglior colonna sonora a Wu Wai-Lap
- 2016 - Hong Kong Film Critics Society Awards
  - Miglior regia a Tsui Hark
  - Nomination Miglior film a Tsui Hark
  - Nomination Miglior attore a Zhang Hanyu
  - Nomination Miglior sceneggiatura adattata a Tsui Hark, Huang Jianxin, Li Yang, Wu Bing, Dong Zhe e Lin Chi-an
- 2016 - Huabiao Film Awards
  - Miglior film a Tsui Hark
  - Miglior regia a Tsui Hark
  - Nomination Miglior attore a Zhang Hanyu
- 2016 - Huading Film Awards
  - Nomination Miglior regia a Tsui Hark
  - Nomination Miglior film a Tsui Hark
  - Nomination Miglior attore a Zhang Hanyu
  - Nomination Miglior attore non protagonista a Kenny Lin
- 2016 - Hundred Flowers Awards
  - Miglior film a Tsui Hark
  - Nomination Miglior attore non protagonista a Chen Xiao
- 2016 - Make-up And Hairstyling Guild Awards
  - Miglior truccatore/costumista a Hua Wang e Luo Zhuo
- 2016 - Changchun Film Festival
  - Migliori effetti visivi/speciali a Kim Wook
  - Nomination Miglior regia a Tsui Hark
  - Nomination Miglior film a Tsui Hark
  - Nomination Miglior colonna sonora a Wu Wai-Lap
  - Nomination Miglior attrice non protagonista a Yu Nan